# محمد ناجي الأصم
محمد ناجي الأصم ناشط السودان مؤيد للديمقراطية وطبيب ساعد في تنظيم أطول إضراب للأطباء في التاريخ خلال الثورة السودانية التي استمرت حتى الإطاحة بحكومة عمر البشير. كما تولى الأصم دور المتحدث الرسمي وعضو اللجنة التنفيذية لتجمع المهنيين السودانيين (SPA)، والتي كانت حاسمة في تنظيم وحشد الشعب السوداني من أجل ثورة سلمية. كان أول عضو في تجمع المهنيين السودانيين يخرج علنًا[بحاجة لمصدر أفضل]، واعتقل في 4 يناير 2019 لمدة 98 يومًا.
بعد أن قضى 98 يومًا في السجن، أُطلق سراحه. بعد الإفراج عنه، مثل تجمع المهنيين السودانيين في المفاوضات المدنية العسكرية التي أسفرت عن الدستور المؤقت الذي وضع الأساس لترتيب تقاسم السلطة والموقع من ممثلين عن المجلس العسكري الانتقالي وتحالف قوى إعلان الحرية والتغيير في 4 أغسطس 2019. وكان من أشد منتقدي الانقلاب العسكري في 25 أكتوبر تشرين الأول.